# Manta Ray (dron submarino)
El Manta Ray es un dron submarino desarrollado por la Agencia de Proyectos de Investigación Avanzados de Defensa de los Estados Unidos (DARPA) en colaboración con Northrop Grumman.
El Manta Ray es un dron submarino diseñado para realizar misiones militares de largo alcance y larga duración con mínima supervisión humana. Su diseño se inspira en las mantarrayas reales, lo que permite un movimiento eficiente bajo el agua.
Este dron utiliza una técnica llamada “cosecha de energía del mar”, que utiliza métodos como la energía de las olas para recargar sus baterías. Esto le permite operar durante largos períodos de tiempo sin intervención humana.
El Manta Ray ha sido desarrollado en colaboración con Northrop Grumman. El primer prototipo fue presentado a finales de abril de 2024. Las pruebas iniciales se realizaron en aguas de la costa de California, donde el Manta Ray demostró sus capacidades de rendimiento hidrodinámico en el mar.
El objetivo del Manta Ray es no solo albergar sistemas de espionaje en su interior durante largos períodos de tiempo, sino que estos puedan tener un gran alcance para realizar tareas de espionaje avanzado. Este dron puede operar en cambiantes ecosistemas oceánicos, donde las condiciones ambientales pueden ser tremendamente drásticas.